# دختران مادی
دختران مادی (به انگلیسی: Material Girls) یک فیلم کمدی به کارگردانی مارتا کولیج است که در سال ۲۰۰۶ انتشار یافت.

## خلاصه داستان
دو دختر جوان و ثروتمند که صاحب یک شرکت بزرگ آرایشی هستند و زندگی مرفهی دارند. اما در اثر یک اتفاق و سقوط سهام و همچنین کلاهبرداری که از آنها انجام می‌شود ثروت خود را از دست می‌دهند این دو نفر که با فقر بیگانه هستند حالا باید زندگی جدیدی را بدون ثروت افسانه‌ای خود تجربه کنند و…

## بازیگران
- هیلاری داف
- هایلی داف
- لوکاس هاس
- آنجلیکا هیوستون
- فایت پرینس
- مارکوس کلما
- ماریا کونچیتا آلونسو
- کالین کمپ
- فیلیپ کازنوف
- دات جونز
- براندن بیمر
- جوئل مدن